# واتاژکا
واتاژکا (به لاتین: Vatazhka) یک منطقهٔ مسکونی در روسیه است که در استان آستراخان واقع شده‌است.